# Вічна битва
«Вічна битва» (англ. Megiddo:The Omega Code 2) — американський фільм 2001 року. Фільм є продовженням фільму Код Омега. Фільм має різні назви: Мегіддо, Вічна Битва і Код Омега-2. В цій частині, розповідається про дитинство Стоуна Олександра і як здобув великий вплив, і що він робив, заради своєї слави і могутності. Фільм вийшов на екран(Світова прем'єра): 07.09.2001 Бюджет фільму: 20 млн$. В кінотеатрах США : $6,047,691.

## Сюжет
Першого травня у маєтку Олександрів, відзначають день праці. Шестирічний Стоун лишився без матері, але у нього появився брат на ім'я Дейвід. Стоун зненавидів брата, вважаючи, що він відняв у нього мати, яка померла при народжені Дейвіда. В цей ж день, в малого Стоуна всиляється Диявол в вигляді вогню і малий Стоун пробує вбити Дейвіда.
Але няня, яка ходила за чай для Стоуна, для бесіди з ним, рятує малюка Дейвіда. Батько відправляє в кадетський навчальний заклад сина, генерал обіцяє виховати з малого лідера. Малий Стоун знаходить Церкву Диявола (Або місце поклоніння Дияволу), де зустрічає його майбутній помічник і малий Стоун проходить церемонію. Тепер Стоун Олександр є намісником Сатани на Землі або, іншими словами, Антихристом (Звіром Апокаліпсису).
Через 20 років Стоун бере за дружину доньку генерала Габріелу. Проходить ще багато років, як Стоун стає канцлером.
Брат Стоуна, Дейвід, стає президентом США, але Стоун Олександр робить пару пропозицій для брата, стати другою людиною після нього на цій землі, але Дейвід відмовляється від спокуси. Тоді Стоун застосовує свій козир, вбивство батька. Всі телеканали США транслюють вбивство Даніеля Олександра, батька Дейвіда та Стоуна. Звинуваченого Дейвіда у вбивстві, яке скоїв його брат, знімають з посади президента США і полюють на Дейвіда Олександра. Канцлер, намагається об'єднати всі десять зон під своїм прапором. Але тут відбувається, не сподіванка. Китай, Мексика чинять опір Стоуну Олександру. Новий президент США, який об'явив себе головою цієї держави, погоджується на в ступ до «Всесвітнього Союзу».
Назріває битва Мегіддо. Канцлер очікує прибуття китайців до складу його армії, але його чекає прикра звістка. Помічник Стоуна повідомляє про штурм китайців, по армії Стоуна.
Стоун віддає наказ про відкриття вогню і битва в Мегіддо розв'язується аж до самого ранку. З тіла Стоуна виходить на арену битви сам Сатана, якого бачить Дейвід. Це означає що він є втіленням самого звіра. Після смертельного поранення Давида Стоун / Сатана викликає своїх темних братів як підкріплення і відновлює свою мертву армію. Повною мірою демонструючи свої надприродні здібності, він навіть затемнює сонце, занурюючи все поле битви в темряву. Наближається "Царство Смерті".
Битва в Мегіддо триває до світанку, все йде по плану Сатани і в насолоді Сатана говорить що він Господь, але на нього чекає не очікувана подія. Із за хмар видне яскраве, сяйво, на яке не можливо глянути. Ось один, другий і третій промінь, проходить з сяйва і число армії Сатани, стає все менше і менше. Ось дійшла черга до помічника. Два, три промені пройшли скрізь нього як меч і за хвилину, і сліду від нього не лишилось. Черга Диявола тепер. 
Сатана в агонії кричить що Ісус - справжнісінький господь, і бере свої слова назад. Один промінь пройшов скрізь землю, в яку скотився Диявол і був замкнений в ланцюгах, в своєму пеклі. Полон Сатани настало. На ранок, уже був створений новий світ, який відомо що одного разу Ісус рятує віруючих і забере назад під час полону Сатани, і створимо новий світ де Ісус правитиме вічно.

## У ролях
- Майкл Йорк — Стоун Александр
- Майкл Б'єн — Дейвід Александр
- Даян Венора — Габріела Франсіні /Александр
- Удо Кір — Помічник Стоуна
- Едуардо Яньєс — Генерал Гарсія
- Франко Неро — Генерал Франсіні
- Тоні Амендола — Священик
- Гевін Фінк — Малий Стоун
- Чед Майкл Мюррей — Юний Дейвід
- Олег Штефанко — Президент Росії Качицький